# (35668) 1998 RB76
1998 RB76 (asteroide 35668) é um asteroide da cintura principal. Possui uma excentricidade de 0.09809180 e uma inclinação de 5.93543º.
Este asteroide foi descoberto no dia 14 de setembro de 1998 por LINEAR em Socorro.